# フィリップ・J・カリー
フィリップ・ジョン・カリー（Philip John Currie、1949年3月13日 - ）は、カナダのアルバータ州ドラムヘラーに位置するロイヤル・ティレル古生物学博物館に勤務した古生物学者兼学芸員で、現在はエドモントンのアルバータ大学の教授。1980年代に中国-カナダ恐竜プロジェクトの監督を務め最初の羽毛恐竜のいくつかの記載に貢献した。獣脚類（特にティラノサウルス科）、鳥類の起源、恐竜の渡りパターンや群れの行動を研究分野としている。また、映画『ジュラシック・パーク』に登場する古生物学者アラン・グラントはカリーがモデルの1人とされている。
日本では1990年頃から福井県立恐竜博物館と交流を持ち、展示監修や共同研究を行った。

## 来歴
6歳の頃に恐竜の食玩を見て喜ぶなど幼少期に恐竜への興味を抱き、11歳の時にロイ・チャップマン・アンドリュースのモンゴル遠征を知り感銘を受け、この頃に恐竜研究者になることを決意する。当時恐竜に関する書籍や映像コンテンツが少なかったことも手伝い、ロイヤルオンタリオ博物館に足を運ぶことを楽しみとし、それに影響を受けていた。1972年にトロント大学で学士号、1975年にマギル大学で修士号、1981年に同大で生物学の博士号（Doctor of Philosophy）を取得。修士課程と博士課程での研究内容はそれぞれ単弓類と初期の淡水棲双弓類であった。
1976年にエドモントンのアルバータ博物館（2005年よりロイヤル・アルバータ博物館に改称）の学芸員になった。3期の間に行ったフィールドワークの功績が認められ、アルバータ州はコレクションを収蔵するためのより大きな博物館の計画を開始し、コレクションは1985年に完成したティレル古生物学博物館（1990年にロイヤル・ティレル古生物学博物館に改称）に所蔵された。カリーは同館の恐竜の学芸員に任命された。
1986年、カリーはカナダ自然博物館のデイル・ラッセルや中国科学院古脊椎動物古人類学研究所の董枝明と共に中国-カナダ恐竜プロジェクトの監督を務めた。
1990年頃から福井県立恐竜博物館と交流を持ち、同館の展示監修や共同研究を行った。これは当時彼の所属していたロイヤル・ティレル古生物学博物館との姉妹提携調印に先駆けてのことであった。同館での特別展やシンポジウムでの講演会に出席し登壇することもあった。

## 古生物学への貢献
アンドリュースの後を追うように、カリーは北アメリカとアジアの繋がりを意識し、フィールドワークの場を北アメリカからアジアへ広げた。モンゴル、アルゼンチン、南極、州立恐竜公園などで行われてきた25年以上に亘る発掘調査の主な功績を以下に挙げる。
- ステノニコサウルスをトロオドンのジュニアシノニムにし[9]、後にトロオドンを疑問名としてステノニコサウルスを復活させる[10]。
- ルベオサウルスをスティラコサウルスのジュニアシノニムにする[11]。
- トロオドン科恐竜と鳥類の類似点に着目した研究をはじめ、恐竜から鳥類が派生したという仮説を支持する[4]。ティラノサウルス上科など非鳥類型恐竜に羽毛の痕跡を発見する[12]。
- マイクロソフトの最高技術責任者ネイサン・マイアボルドとチームを組み、ディプロドクス科の恐竜が鞭のように尻尾を動かすこと、それに伴って小規模なソニックブームが発生することを実証するコンピュータモデルを作成[13]。
- 様々な年齢層のアルバートサウルスの化石群集を発見する[14]。
- アビミムスの集団行動の証拠となるボーンベッドを発見する[15]。
- アンキロサウルス科の包括的系統関係を発表する[16]。
- ニッポノサウルスの系統を再評価し、従来考えられていたよりも基盤的なランベオサウルス亜科に位置付ける[17]。
- ギガノトサウルスの詳細な頭蓋の解剖学的特徴を発表し、ギガノトサウルスとカルカロドントサウルスを近縁属に位置付ける[18]。
- ムルスラプトルの頭蓋の解剖学的特徴を記載し、アロサウルス科やケラトサウルス科よりもティラノサウルス科に類似すると発表[19]。
- タラルルスとタルキアの頭蓋内構造の論文を共同執筆[20]。
- 新たに発見されたサウロルニトレステスの頭蓋要素を記載[21]。
- シンラプトルの歯列がアロサウルスの歯列に酷似することを指摘し、その生態を推測[22]。
- カスモサウルス[23]、ピナコサウルス[24]、ダスプレトサウルス[25]、サウロルニトイデス[26]の幼体や個体発生の研究。
- ブリティッシュコロンビア州のHornmy島のノーザンバーランド累層から産出した最初の翼竜を研究し、2016年にアズダルコ科の翼竜を発表[27]。
- ダイナソー累層から産出した最初の翼竜の骨盤の記載を補佐[28]。
- レバノンのセノマニアン期の地層から産出した最初の翼竜の骨要素の記載の補助[29]。
- 2017年にオピストコエリカウディアとネメグトサウルスのタイプ産地の再発見に貢献。翌年に両属がシノニムである可能性を提唱[30]。
- セント・マリー・リヴァー累層[31]、ランス累層[32]、ネメグト産地[33]の恐竜足跡化石を研究。
- アケロソドントサウルス（英語版）[34]、シンラプトル[35]、プロターケオプテリクス [36][37]、カウディプテリクス[37]、ノミンギア[38]、アトロシラプトル[39]、ヘスペロニクス（英語版）[40]、グリフォケラトプス、ユネスコケラトプス[41]、アケロラプトル（英語版） [42]、ネブラサウルス[43]、ゼラアペルタ（英語版）[44]、イスキオケラトプス[45]、アパトラプトル（英語版）[46]、アエピョルニトミムス（英語版）[47]、ハルシュカラプトル[48]、ラテニヴェナトリクス[10]、Tethymyxine tapirostrum[49]、ミモダクティルス[29]、ラジャスヴェナトル[50]の発見・記載。

## フィリップ・J・カリー恐竜博物館
2015年にアルバータ州ウェンブリーにて、エドモントンから北西約500キロメートルの場所に、世界有数の恐竜化石ボーンベッドの1つであるパイプストーン・クリーク・ボーンベッドを記念してフィリップ・J・カリー恐竜博物館が開館した。同館は Teeple Architects が設計し、複数の賞を受賞した。

## 私生活

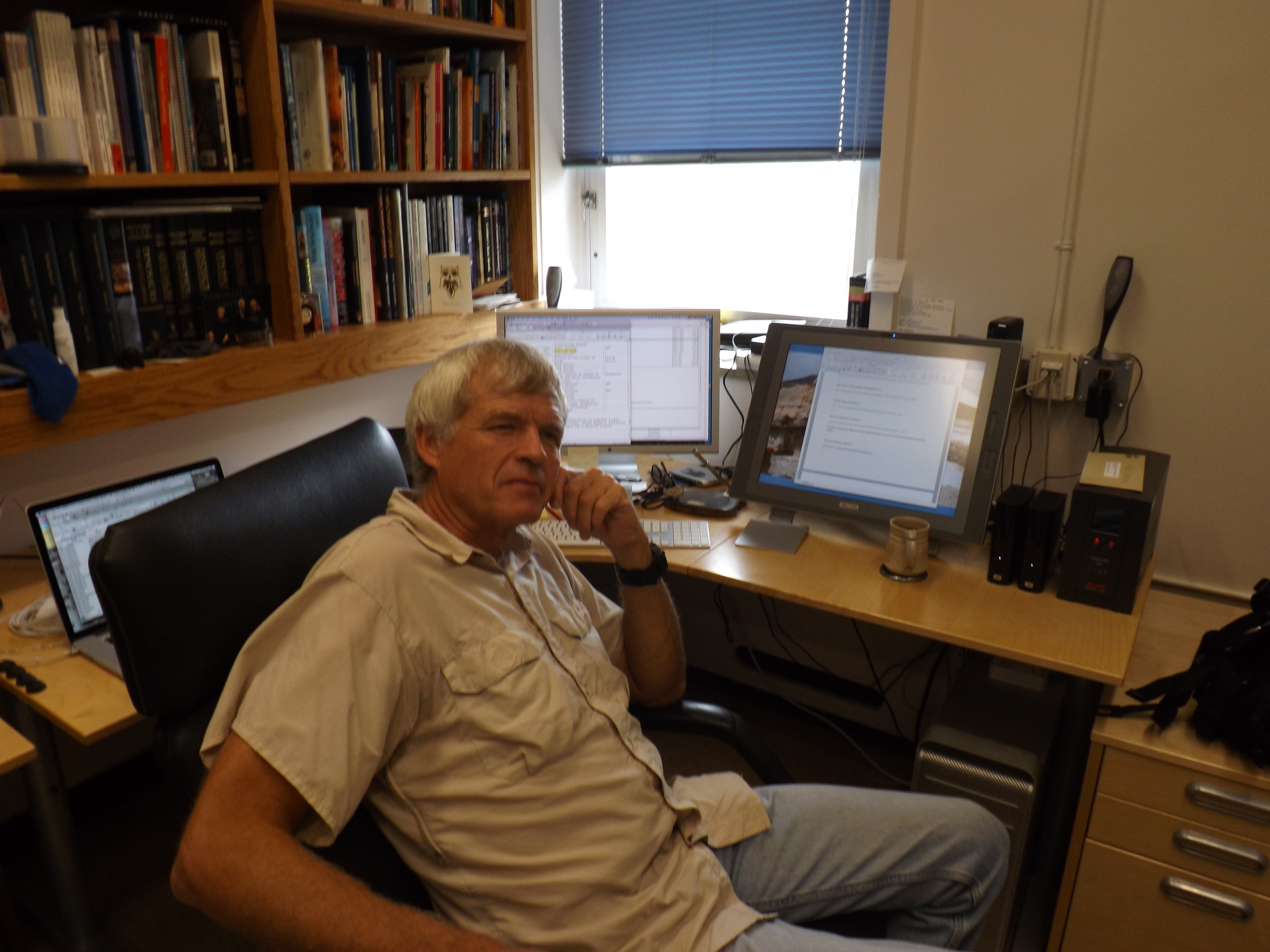
オフィスのカリー。2013年

カリーはエドガー・ライス・バローズの著作やサイエンス・フィクション作品のファンである。また、デンマークの古植物学者兼花粉学者の Eva Koppelhus と結婚している。

## 受賞と賞与
- 1981年 - カナダ動物学会の年間最優秀論文にノミネート[3]
- 1988年 - サー・フレデリック・ホールテイン賞[1]
- 1998年 - Maclean's誌で傑出したカナダ人12人に選出[53]
- 1998年 - タイム誌の表紙に掲載[4][54]
- 1999年 - The American Association of Petroleum Geologists の Michel T. Halbouty Human Needs Award[1]
- 1999年 - カナダ王立協会に選出[3]
- 2001年 - Mesozoic Vertebrate Life: New Research Inspired by the Paleontology of Philip J. Currie が出版[3]
- 2003: タイム誌でカナダの探検家トップ5人に選出[1]
- 2004: マイケル・スミス賞[1]
- 2006: ASTech Award[1]
- 2010: Alberta Order of Excellence
- 2012: 王立カナダ地理学会（英語版）の金メダル[55]
- 2019: The Elizabeth 'Betsy' Nicholls Award for Excellence in Palaeontology[56]

カリーへの献名として命名された種には Quilmesaurs curriei (Coria, 2001)、 Epichirostenotes curriei (Sullivan et al., 2011)、Teratophoneus curriei (Carr et al., 2011)、Philovenator curriei (Xu et al., 2012)、Albertavenator curriei (Evans et al., 2017)がいる。

## 著書
日本語版が出版されているもののみ列挙する。
- 『恐竜ルネサンス』（1994年、講談社、ISBN 978-4-06-149205-9）
- 『恐竜 過去と現在 2』（1995年、河出書房新社、ISBN 978-4309250700）
- 『イラストで見る最新恐竜ハンドブック』（1997年、矢沢サイエンスオフィス、ISBN 978-4896651133）

## 日本でのテレビ出演
- 『テレビこども博物館』（1993年7月21日）[57]
- 『世界最大の不思議 恐竜Q&A』（1994年6月19日）[58]
- 『土曜フォーラム』（1994年7月16日）[59]
- 『ハイビジョンスペシャル』（2002年8月11日）[60]
- 『NHKスペシャル』「恐竜VSほ乳類 1億5千万年の戦い」（2006年7月17日）[61]